# Катона (Нью-Йорк)
Катона (англ. Katonah) — переписна місцевість (CDP) в США, в окрузі Вестчестер штату Нью-Йорк. Населення — 1603 особи (2020).

## Географія
Катона розташована за координатами 41°15′18″ пн. ш. 73°41′7″ зх. д. / 41.25500° пн. ш. 73.68528° зх. д. (41.255069, -73.685185).  За даними Бюро перепису населення США в 2010 році переписна місцевість мала площу 2,08 км², з яких 1,88 км² — суходіл та 0,20 км² — водойми.

## Демографія
Згідно з переписом 2010 року, у переписній місцевості мешкало 1679 осіб у 589 домогосподарствах у складі 445 родин. Густота населення становила 806 осіб/км².  Було 619 помешкань (297/км²).
Расовий склад населення:
| - 87,1 % — білих - 2,6 % — азіатів - 2,5 % — чорних або афроамериканців - 0,2 % — корінних американців - 5,4 % — осіб інших рас |

До двох чи більше рас належало 2,2 %. Частка іспаномовних становила 11,9 % від усіх жителів.
За віковим діапазоном населення розподілялося таким чином: 29,5 % — особи молодші 18 років, 60,9 % — особи у віці 18—64 років, 9,6 % — особи у віці 65 років та старші. Медіана віку мешканця становила 40,6 року. На 100 осіб жіночої статі у переписній місцевості припадало 88,0 чоловіків;  на 100 жінок у віці від 18 років та старших — 87,5 чоловіків також старших 18 років.
Середній дохід на одне домашнє господарство  становив 147 212 долари США (медіана — 109 952), а середній дохід на одну сім'ю — 151 432 долари (медіана — 109 135). Медіана доходів становила 91 524 долари для чоловіків та 61 250 доларів для жінок. За межею бідності перебувало 6,6 % осіб, у тому числі 7,5 % дітей у віці до 18 років та 10,8 % осіб у віці 65 років та старших.
Цивільне працевлаштоване населення становило 1019 осіб. Основні галузі зайнятості: освіта, охорона здоров'я та соціальна допомога — 30,6 %, науковці, спеціалісти, менеджери — 19,7 %, інформація — 12,1 %, мистецтво, розваги та відпочинок — 8,8 %.